# Majdan Skordiowski
Majdan Skordiowski – wieś w Polsce położona w województwie lubelskim, w powiecie chełmskim, w gminie Dorohusk.
| SIMC    | Nazwa                | Rodzaj    |
| ------- | -------------------- | --------- |
| 0102686 | Drochowiecka Kolonia | część wsi |
| 0102692 | Kozły-Piaski         | część wsi |

W latach 1975–1998 miejscowość administracyjnie należała do województwa chełmskiego. 
Wieś wchodzi w skład sołectwa Michałówka, Majdan Skordiowski. Według Narodowego Spisu Powszechnego (III 2011 r.) liczyła 35 mieszkańców i była 28. co do wielkości miejscowością gminy Dorohusk.
Wierni Kościoła rzymskokatolickiego należą do parafii św. Jana Nepomucena w Dorohusku.